# Allobaccha purpuricola
Allobaccha purpuricola är en tvåvingeart som först beskrevs av Walker 1859.  Allobaccha purpuricola ingår i släktet Allobaccha och familjen blomflugor. Inga underarter finns listade i Catalogue of Life.